# Antonio Spallino
Antonio Spallino, född 1 april 1925 i Como, död 27 september 2017 i samma stad, var en italiensk fäktare och politiker.
Spallino blev olympisk guldmedaljör i florett vid sommarspelen 1956 i Melbourne. Han var borgmästare i Como från 1970 till 1985.